# Anthene coelestina
Anthene coelestina är en fjärilsart som beskrevs av Ungemach 1932. Anthene coelestina ingår i släktet Anthene och familjen juvelvingar. Inga underarter finns listade i Catalogue of Life.